# Rio Claro Airport (flygplats i Brasilien)
Rio Claro Airport är en flygplats i Brasilien.   Den ligger i kommunen Rio Claro och delstaten São Paulo, i den sydöstra delen av landet, 700 km söder om huvudstaden Brasília. Rio Claro Airport ligger 608 meter över havet.
Terrängen runt Rio Claro Airport är platt, och sluttar västerut. Runt Rio Claro Airport är det tätbefolkat, med 459 invånare per kvadratkilometer.. Närmaste större samhälle är Rio Claro, 2,2 km norr om Rio Claro Airport.
Runt Rio Claro Airport är det i huvudsak tätbebyggt.